# Cuphea avigera
Cuphea avigera är en fackelblomsväxtart som beskrevs av Robins, et Seaton.. Cuphea avigera ingår i släktet blossblommor, och familjen fackelblomsväxter. Utöver nominatformen finns också underarten C. a. pulcherrima.